# Svarttjärnen (Torsåkers socken, Gästrikland)
Svarttjärnen är en sjö i Hofors kommun i Gästrikland och ingår i Dalälvens huvudavrinningsområde.